# Huehue Huitzilihuitl
Huehue Huitzilihuitl, född 1226, död 1299, var aztekisk tlatoani eller härskare 1272-1299. Hans namn på nahuatl betyder Åldring med kolibri fjädrar. Han anses vara den åttonde mexicahövdingen och den som ledde sitt folk till bosättning kring Chapultepec.